# Kaunastaddantatta
Kaunastaddantatta är en kulle i Finland. Den ligger i Utsjoki kommun i landskapet Lappland, i den norra delen av landet, 1 100 km norr om huvudstaden Helsingfors. Toppen på Kaunastaddantatta är 282 meter över havet.
Terrängen runt Kaunastaddantatta är kuperad österut, men västerut är den platt.  Trakten runt Kaunastaddantatta är nära nog obefolkad, med mindre än två invånare per kvadratkilometer. Närmaste större samhälle är Utsjoki by, 8,5 km norr om Kaunastaddantatta. Omgivningarna runt Kaunastaddantatta är i huvudsak ett öppet busklandskap.